# 비텍스코 파이낸셜 타워
비텍스코 파이낸셜 타워(영어: BITEXCO Financial Tower)는 베트남 호찌민 시에 있는 마천루다. 지상 68층, 267m로 2010년 완공 당시부터 2011년 경남 랜드마크 72가 완공되기 전까지 베트남에서 가장 높은 빌딩이었다.
베트남의 금융그룹 비텍스코 그룹의 본사 사옥 역할을 맡고 있는 이 건물은 52층 벽부분에 큰 헬기장이 설치되어 있는, 특이한 디자인으로 유명하며 대한민국의 건설업체인 현대건설에서 시공을 맡아 2007년 착공 후 2010년 완공했다.

## 역사

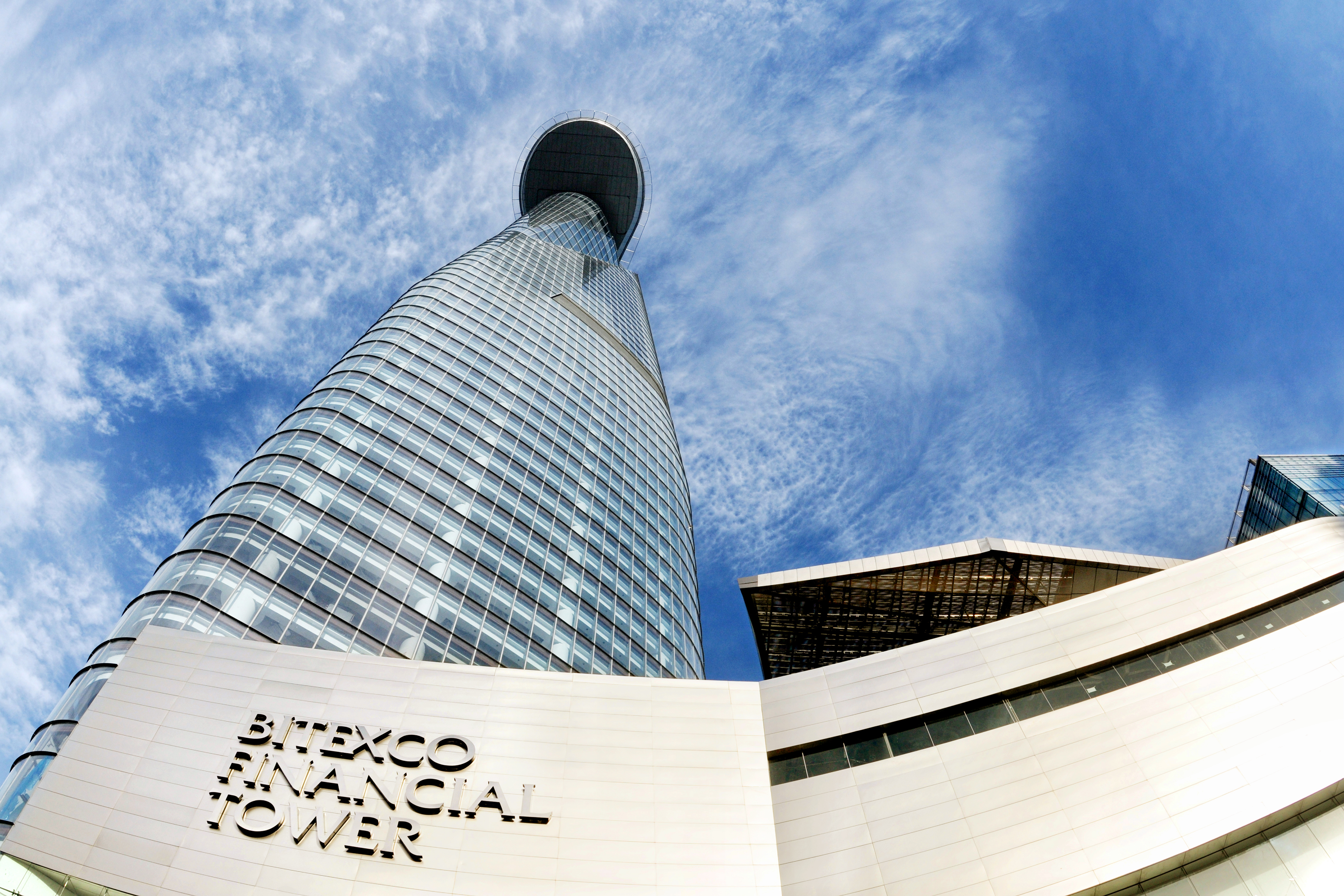
지상에서 올려다 본 비텍스코 파이낸셜 타워

비텍스코 파이낸셜 타워의 착공식은 2005년에 있었으며, 2년 뒤인 2007년 본격적인 공사에 들어가 3년 뒤인 2010년 10월 31일 완공되었다.

## 건물 구성
비텍스코 파이낸셜 타워는 지상 68층, 지하 3층으로 총 72개의 층으로 구성되어 있으며, 각 층의 용도는 다음과 같다.
| 층수              | 용도                    |
| ----------------- | ----------------------- |
| 지하 1층~지하 3층 | 지하 주차장             |
| 1층~5층           | 소매점, 몰(Mall)        |
| 6층               | 영화관, 식당가          |
| 7층~48층          | 오피스                  |
| 49층              | 전망대                  |
| 50층              | 스테레타 레스토랑, 카페 |
| 51층              | 시러스 레스토랑         |
| 52층              | 헬기장, 바(Bar)         |
| 53층~60층         | 오피스                  |
| 61층~63층         | 컨벤션센터, 오피스      |
| 64층~68층         | 기계실, 물탱크          |

## 수상
2011년 11월 30일에 비텍스코 파이낸셜 타워는 NCSEA 선정 '2011년 최고의 건축물'에 선정되었다.

## 사진

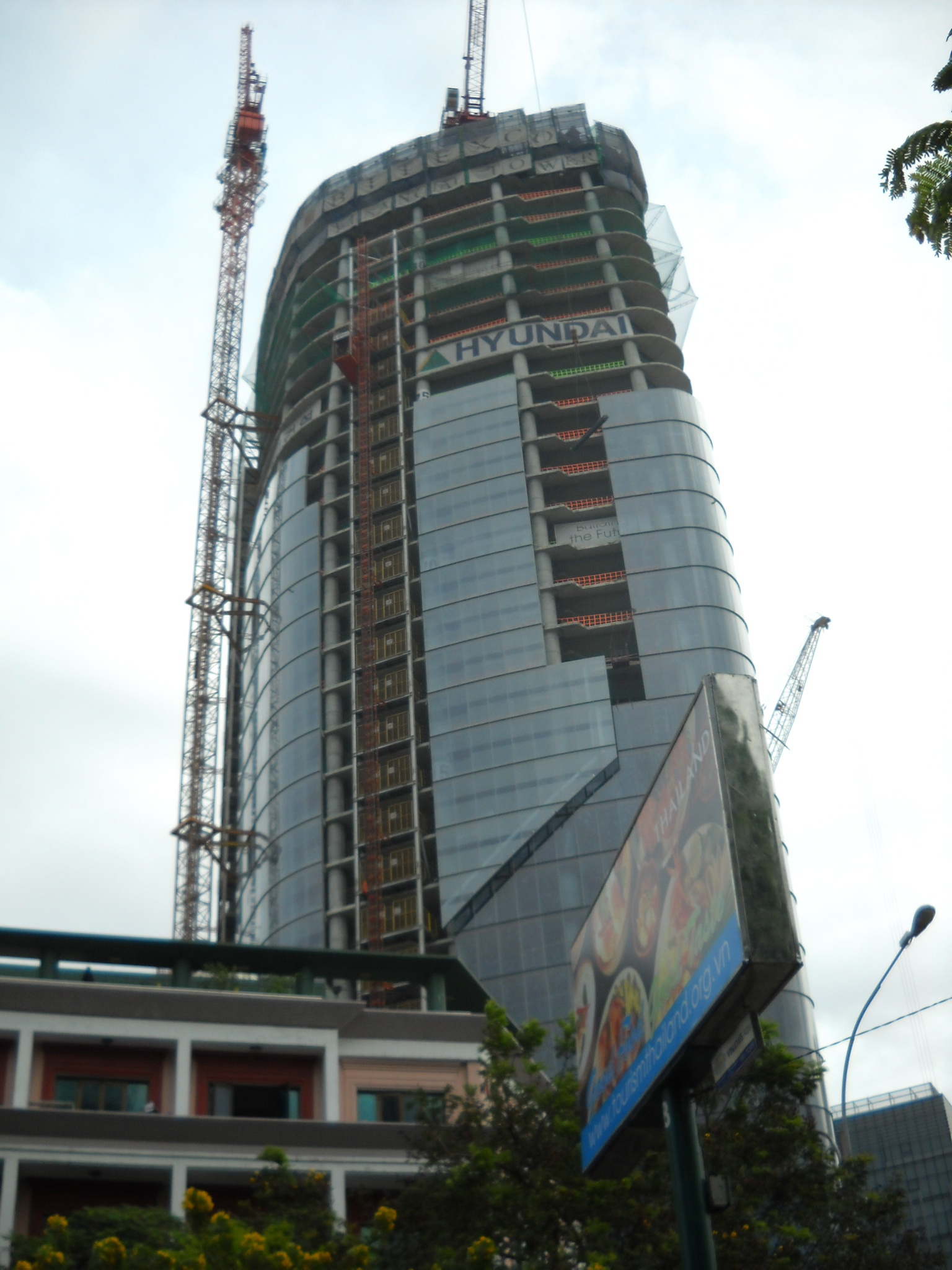
2009년 11월 23일 건설 사진
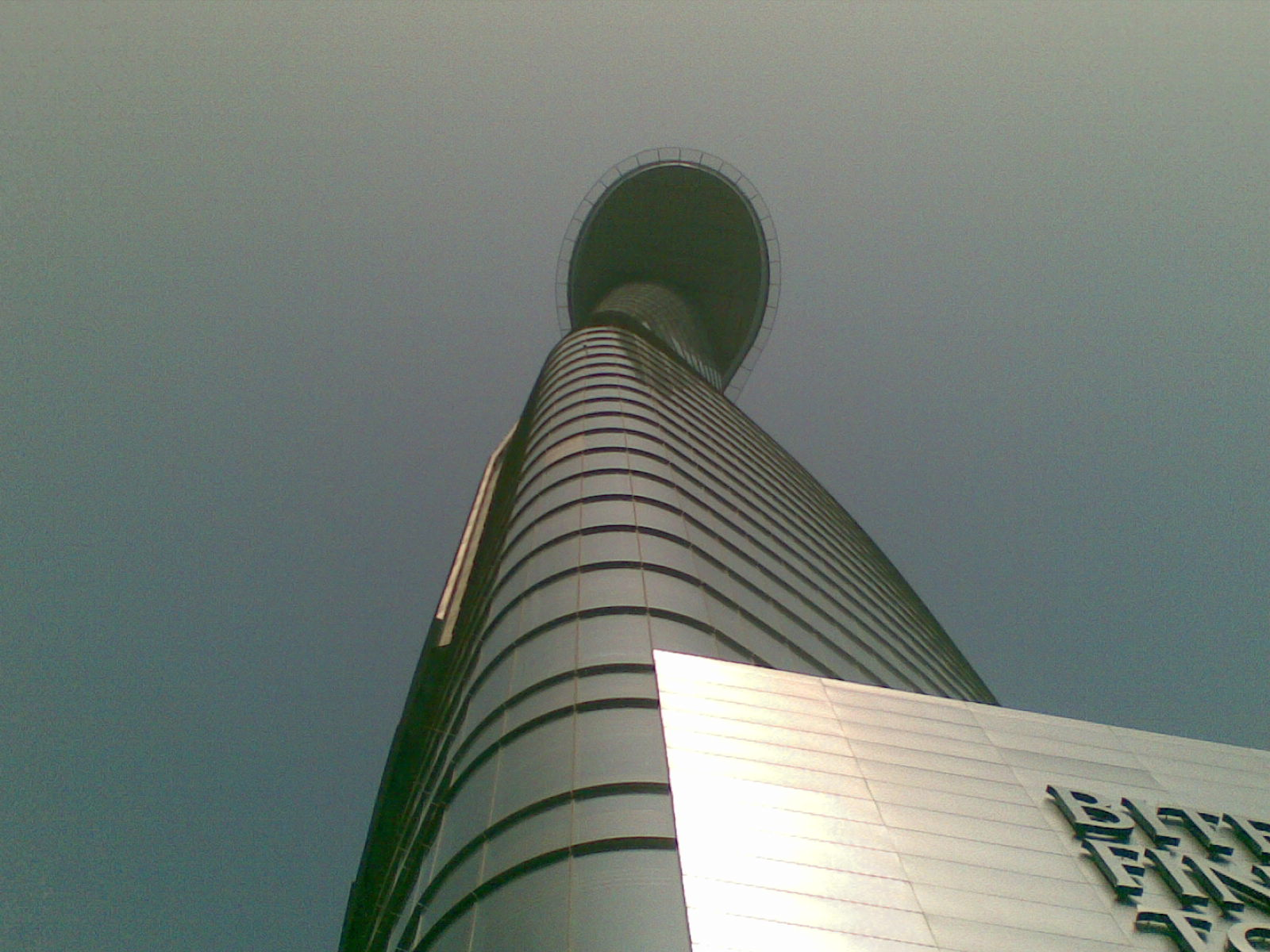
2011년 2월 2일
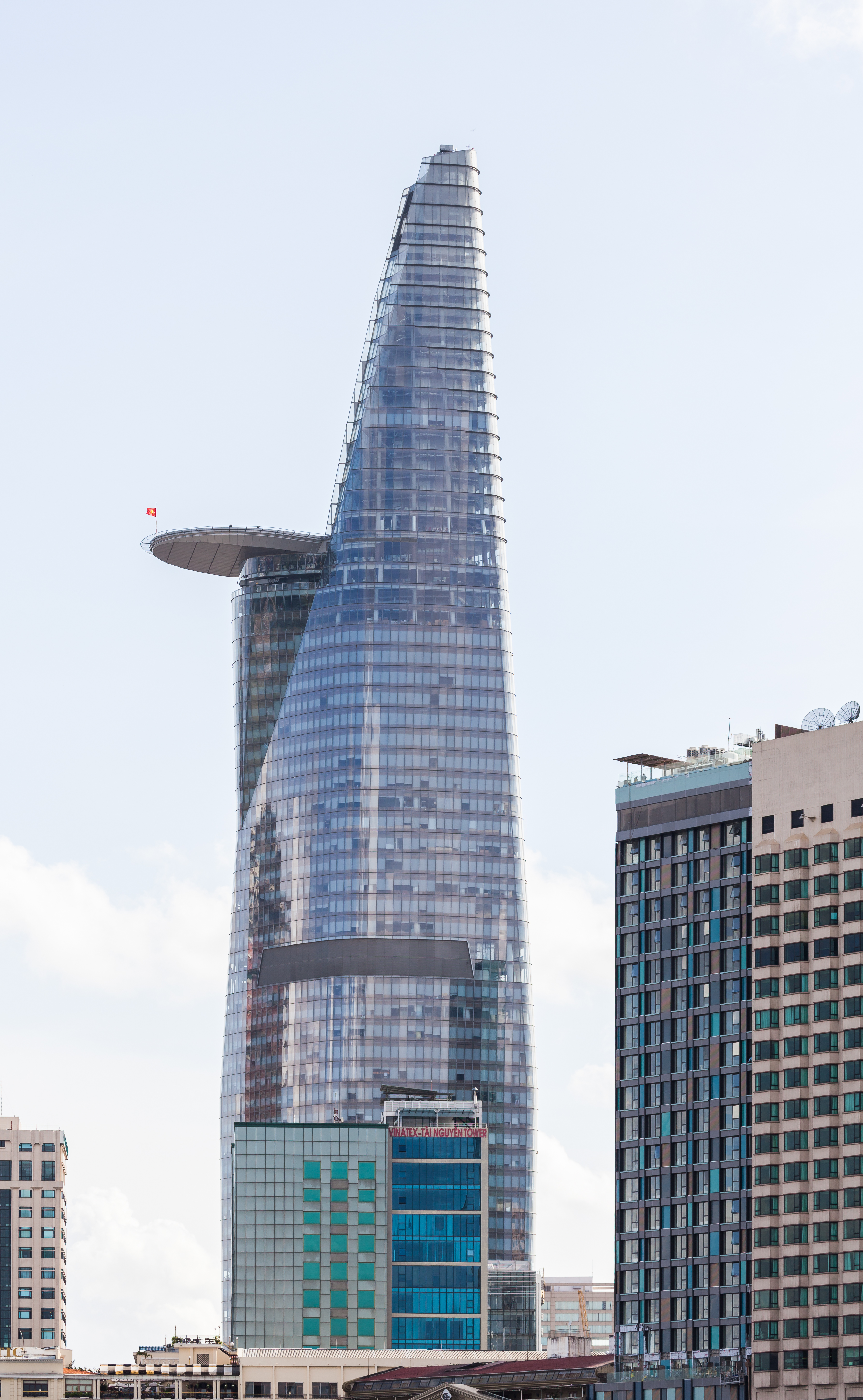
2013년 4월 14일

## 같이 보기
- 마천루 목록
- 경남 하노이 랜드마크 타워 (현 베트남 최고층 빌딩)
- 롯데센터 하노이 (비슷한 높이로 올라가고 있는 베트남 마천루)